# ميغيل خوسيه سانز
ميغيل خوسيه سانز (بالإسبانية: Miguel José Sanz)‏ هو صحفي ومحامي فنزويلي، ولد في 1756 في بلنسية في فنزويلا، وتوفي في 1814 في Urica ‏ في فنزويلا.